# Coenosia canadensis
Coenosia canadensis este o specie de muște din genul Coenosia, familia Muscidae, descrisă de Mary Katherine Curran în anul 1933. Conform Catalogue of Life specia Coenosia canadensis nu are subspecii cunoscute.